# Игранд
Игра́нд (фр. Ygrande) — коммуна во Франции, находится в регионе Овернь. Департамент коммуны — Алье. Входит в состав кантона Бурбон-л’Аршамбо. Округ коммуны — Мулен.
Код INSEE коммуны — 03320.

## Население
Население коммуны на 2008 год составляло 759 человек.
| 1962 | 1968 | 1975 | 1982 | 1990 | 1999 | 2008 |
| ---- | ---- | ---- | ---- | ---- | ---- | ---- |
| 995  | 1094 | 952  | 901  | 827  | 781  | 759  |

## Экономика
В 2007 году среди 446 человек в трудоспособном возрасте (15—64 лет) 310 были экономически активными, 136 — неактивными (показатель активности — 69,5 %, в 1999 году было 67,9 %). Из 310 активных работали 285 человек (155 мужчин и 130 женщин), безработных было 25 (12 мужчин и 13 женщин). Среди 136 неактивных 23 человека были учениками или студентами, 63 — пенсионерами, 50 были неактивными по другим причинам.

## Достопримечательности
- Романская церковь Сен-Мартен с каменным шпилем XII века, исторический памятник с 1875 года.
- Музей Эмиля Гийомена
- Замок Игранд